# Hippeastrum amaru
Hippeastrum amaru là một loài thực vật có hoa trong họ Amaryllidaceae. Loài này được (Vargas) Meerow mô tả khoa học đầu tiên năm 1997.